# Parafia Chrystusa Króla Wszechświata w Borowie
Parafia Chrystusa Króla Wszechświata w Borowie – rzymskokatolicka parafia w Borowie. Należy do dekanatu kartuskiego znajdującego się w diecezji pelplińskiej. Erygowana w 1982 roku. 

## Obszar parafii
Do parafii należą wsie: Borkowo, Borowo, Dzierżążno, Mezowo, Pikarnia, Sitno.

## Proboszczowie
Źródło: strona diecezji pelplińskiej
- ks. Witold Bierut (1982–2015)
- ks. Michał Mazurek (2015–2021)
- ks. Grzegorz Fąferko (od 2021)